# ナタンズ核施設

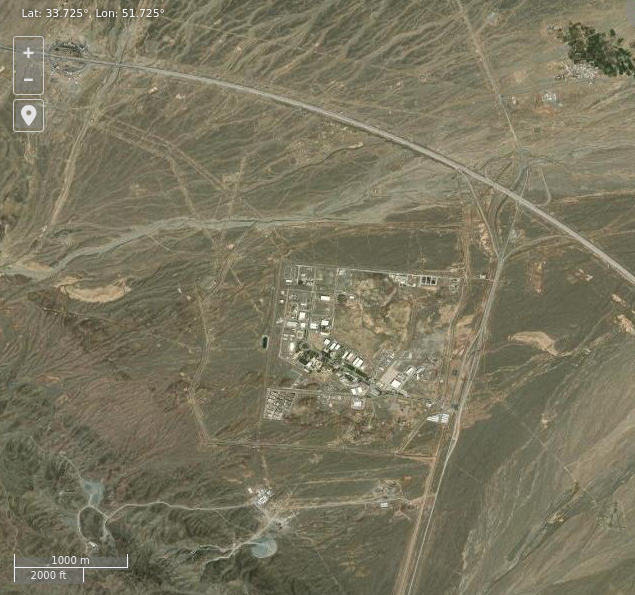
ナタン核施設（2025年6月19日）

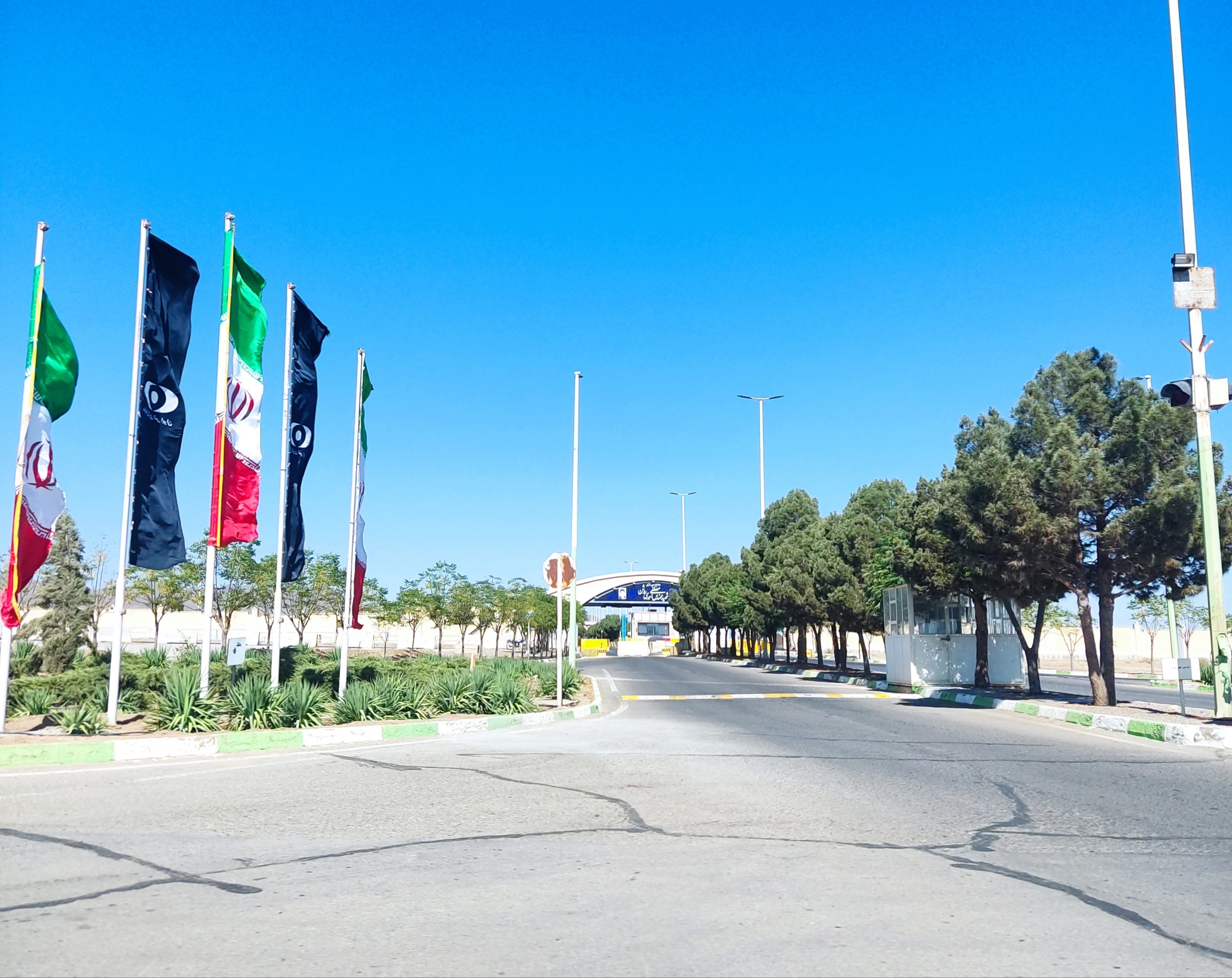
ナタン核施設の入口（2022年）

ナタンズ核施設（ナタンズかくしせつ、英語: Natanz Nuclear Facility、ペルシア語: تأسیسات هسته‌ای نطنز）は、正式にはシャヒード・アフマディ・ロシャン核施設（ペルシア語: تأسیسات هسته‌ای شهید احمدی） روشن) と呼ばれ、ウラン濃縮用にエスファハーン州ナタンズ郡ナタンズの近くに建設されたイランの核施設の 1 つである。このセンターはイランの核開発計画の一部であり、この計画の費用は経済制裁下のドル換算で2兆～3兆米ドルと見積もられている。このセンターの地下濃縮施設は、厚さ約 7.6 m のコンクリート防護壁で保護されている。
イラン当局によると、この核施設のガス遠心分離機は、安全上の理由と「空襲の可能性」から守るために、地下40～50メートルに設置されたという。

## 概要

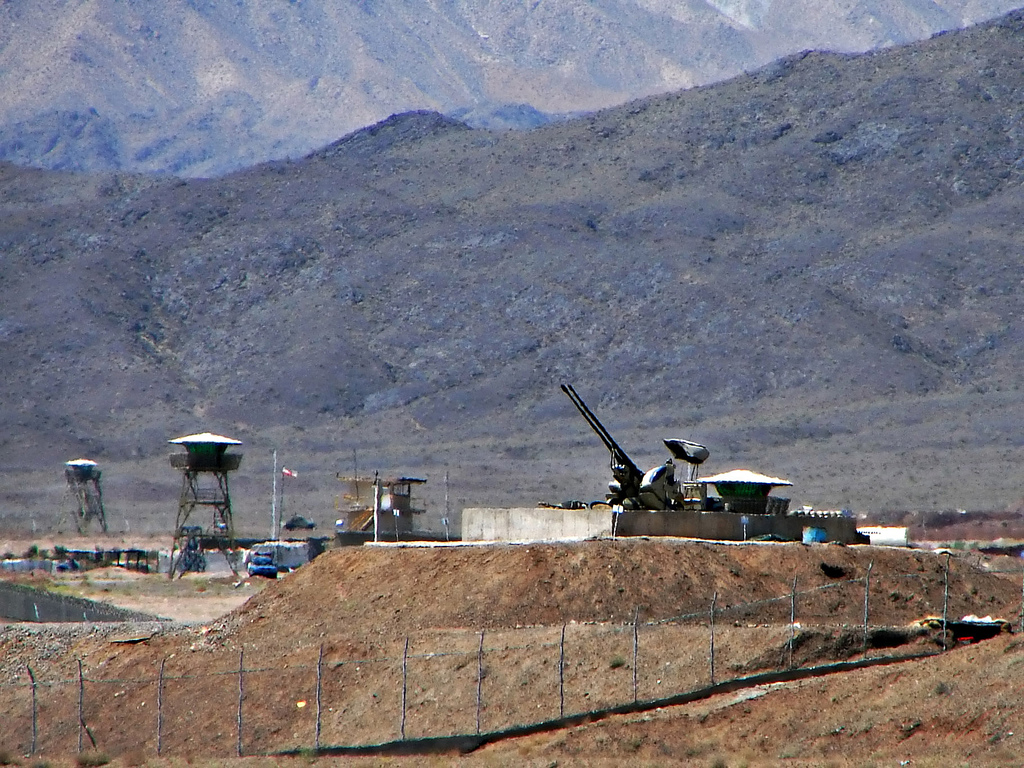
ナタンズ核施設に設置された高射砲

ナタンズの町の北北西30kmの地点にナタンズ核施設は置かれ、主要な高速道路の近くに位置している。ナタンズ核施設は現在19,000基を超える遠心分離機が稼動するイラン中央のウラン濃縮施設であり、半数近くの遠心分離機によって六フッ化ウランが供給されていると一般に認められている。
2002年8月にイラン国民抵抗評議会によってナタンズで核燃料製造施設の建設が秘密裏に進められていることが明らかにされ、イラン政府は原子力関連の施設の建設が事実であることを認め、平和的目標のために建設したものだと主張した。翌2003年2月に国際原子力機関（IAEA）にナタンズのウラン濃縮施設を正式に申告し、IAEAによる施設の検証活動が開始された。
ヨーロッパ諸国との交渉を経て、2004年7月にナタンズ核施設でのウランの濃縮は停止された。しかし、2006年にイラン政府はウランの濃縮の再開を発表した。2007年1月にイラン政府はナタンズ核施設での3,000基の遠心分離機の設置作業を開始したことを明らかにした。
2013年1月にイラン原子力庁長官のフェレイドゥーン・アッバースィー＝ダヴァーニーから「ナタンズでは5%の濃縮ウランの製造を続けており、ナタンズとフォルドウでわが国の需要を満たすだけの20%の濃縮ウランの製造を続ける」という旨の声明が出された。2013年11月にイラン政府とP5+1の間に成立した共同行動包括計画の合意の一環として、IAEAによる日常的なナタンズ核施設の検査が承認される。
2015年7月にイラン政府はEU3+3（アメリカ、イギリス、フランス、ドイツ、ロシア、中国）と包括的共同作業計画に合意し、ナタンズの遠心分離機の規模、ウラン濃縮度などに制限が課された。
2020年現在、ナタンズではウラン濃縮工場の建設が続いている。同年7月、この建設現場で何者かにより仕掛けられた爆発物により火災が発生したが、被害者はなく放射性物質の漏出も確認されていない。報道機関はイスラエルの破壊工作の可能性を指摘した。
2021年4月10日、イランはナタンズの核施設で、ウラン濃縮用の改良型遠心分離機の稼働を開始したと発表。これは2015年の核合意を逸脱する行為となった。しかし直後の同月11日、イランは核施設がテロ攻撃に遭ったことを発表。詳細な事実は公表されなかったが、電源供給システムが爆破されて長期間にわたり機器の使用が不能になったものと見られている。
2025年6月13日、イスラエルがナタンズの核施設に攻撃を開始（2025年6月ライジング・ライオン作戦を参照）。IAEAによれば、この時点で変電所をはじめとした電力インフラが破壊され、遠心分離機は外部電源を突然失ったことで深刻な損傷を受けた可能性が高いとしている。さらに同年6月21日には、アメリカが大型貫通爆弾（バンカーバスター）、潜水艦発射型巡航ミサイル（トマホーク）を使用して施設を攻撃した。

## 参照項目
- フォルド・ウラン濃縮工場
- イランの核施設へのアメリカの攻撃
- イランの核開発計画
- イランの核施設（英語版）